# 石家村 (绩溪县)
石家村又名旺山村，为位于中国安徽省宣城市绩溪县上庄镇的一个石姓聚居村落，距绩溪县城35公里、上庄镇4公里，为北宋开国功臣石守信后裔石荣禄于元末迁此建村，聚族而居。村落地处皖南徽岭以北的旺川盆地，坐南朝北，南依旺山（又名南山），北临桃花溪，总面积近百亩。其布局整齐方正，巷路纵横，呈棋盘形，有棋盘村之称。2006年5月被公布为安徽省级历史文化名村，2019年1月被公布为中国历史文化名村。

## 历史
元末明初，石守信十五世孙石荣禄葬父母于旺山北麓并庐墓守孝三年，后举家从原居住地歙县石家坦（今安徽黄山市歙县北吴山铺附近）迁至旺山脚下定居，逐渐形成聚族而居的自然村落，今村南旺山仍存石氏祖墓，墓旁有古松名抱祖松。历史上村民多外出经商，以经营药业居多，清代道光年间至民国初年曾在旌德、泾县、芜湖、上海等地开设十余家国药号。现状村民以种稻养蚕为主，兼有家畜、禽饲养及种植中草药等副业。

## 规划
村落整体坐南朝北，历史上房屋大门皆为北向，一说因石氏远祖居于甘肃武威，朝北以示追念祖先，不忘故土；另一说为依据古代“枕山面水”的风水原理，因地制宜，也有因祖墓坐南朝北，故阳宅与之一致的说法。因桃花溪溪水西流，故村落水口位于西南角，水口处有两山对峙，形如狮象把门，并建有魁星阁及南山桥。
相传当年石氏先祖石守信元帅与赵匡胤交谊深笃，常举棋对弈，故建村时利用房屋、街道、溪流等元素，将村落整体设计为棋盘形，隐喻先祖和赵匡胤对弈的情景。其中以村南正中的石氏宗祠象征帅府，宗祠对面设有石砌长方形池塘名帅印塘，其面积约半亩，居中筑有长约2丈、高宽各约1丈的石墩名印墩，象征石守信的帅印，池塘则象征印泥盒，印墩上植有两株古柏象征印柄，四周环以翠竹象征其品格高风亮节。以村前桃花溪象征楚河汉界，村内街巷分为三条经线、五条纬线，象征棋盘上的纵横线，民居则象征散落其间的棋子。也有说法为石家以战功起家，故以村落布局模拟行军大营的格局。
村内街巷路面均采用细麻石（花岗岩）石板铺设，路边有明暗不同的排水沟。出于防盗的考虑，巷道出口处设有每日定时启闭的巷门，巷道内置有踩上去会发出丁当响声的响石板。

## 建筑
石氏宗祠又名叙伦堂，为村内总祠，约建于明万历年间，原有门楼、享堂和寝殿三进，各进面阔均为五间，门楼歇山顶，享堂与寝殿均为硬山顶，因年久失修已于20世纪80年代初拆除，尚存遗址。村内尚存成德堂等其它祠堂。
魁星阁位于村落西南角桃花溪畔，西北向，由石守信十七世孙石承漠建于清乾隆十六年（1751），内供魁星像，两边立柱上有楹联为“十里西流溪水绕，青襟翠带；一村北向山峰环，凤阁龙楼”。其左侧有一土石平台，传亦按照帅印的比例建造，上植枫树一株。
石家村现存传统民居50多幢，均为典型的徽派建筑，以石家村1号、5号、12号、25号、42号、2号、35号、8号、13号、11号为代表，多分前庭、中堂和后院，中堂前后均设有天井，门楼、柱顶、正梁和门窗等处有技艺精湛的三雕（砖、木、石）装饰。庭院内多植石榴树，既象征姓氏，也以此为兴旺发达、朝气蓬勃、光彩荣耀的象征。